# Église San Trovaso
L'église San Trovaso est une église catholique de Venise, située dans le sestiere de Dorsoduro. San Trovaso est la contraction vénitienne pour Saint Gervais et saint Protais. Elle est située sur le Campo San Trovaso et a donné son nom au rio qui la borde sur son flanc Est.

## Historique
L'église San Trovaso a été construite à partir de 1028 sur l'emplacement d'une église antérieure datant de l'époque de la fondation de Venise.

## Extérieur
Une des caractéristiques de ce bâtiment est sa double façade. Une façade sur les Campo San Trovaso et l'autre donnant sur le rio éponyme. Selon la tradition, la double entrée était nécessaire pour tenir à l'écart des factions rivales des Castellani et  des Nicolotti, quand ils venaient assister à la commémoration des saints, afin d'éviter le déclenchement des hostilités.

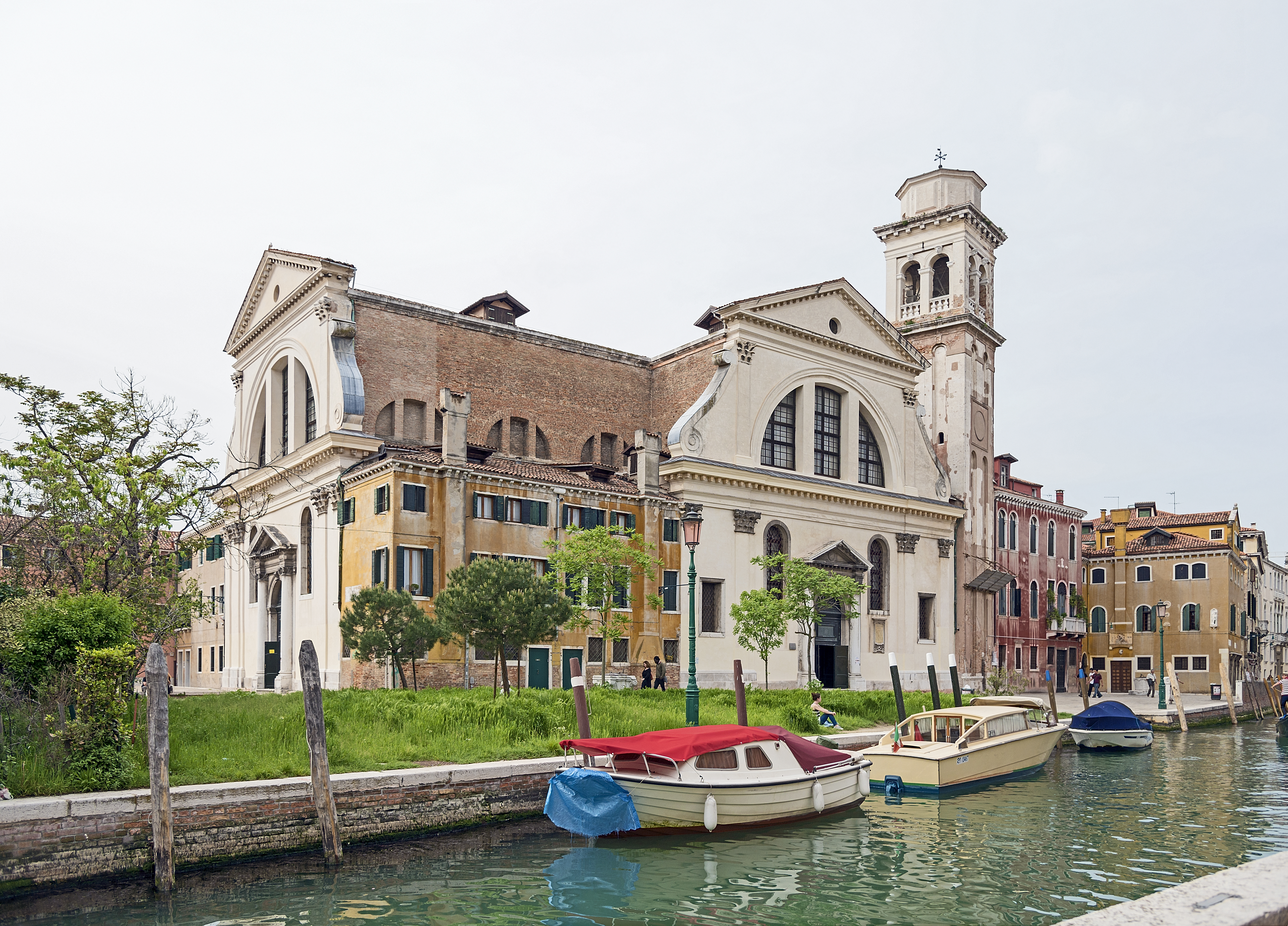
L'église et le Rio de San Trovaso
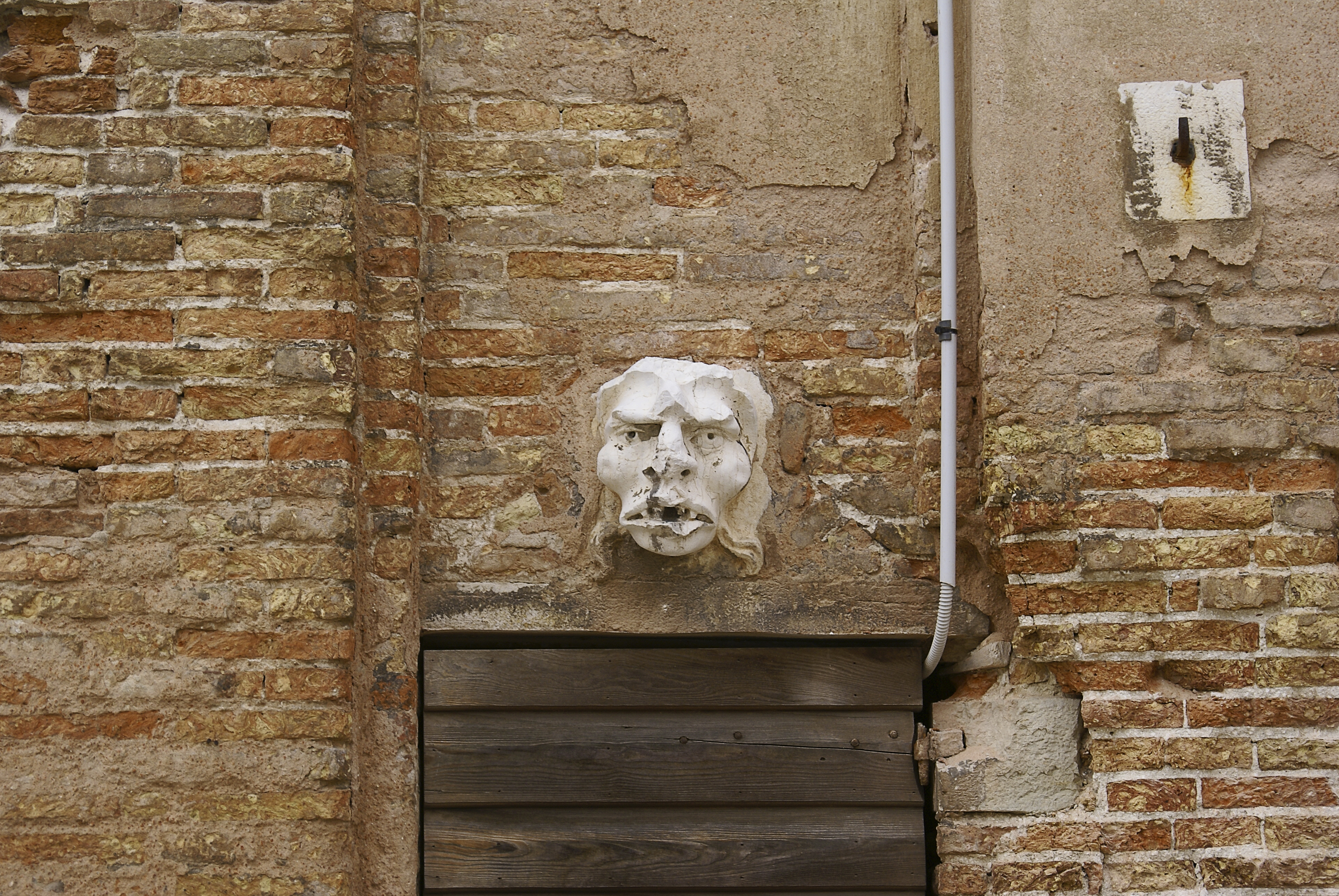
Face grotesque de la porte du campanile

## Intérieur
Cette église contient sur le mur latéral gauche de la chapelle du Saint Sacrement une des Cènes, peintes par le Tintoret, vers 1564-1566 (huile sur toile de 221 × 413 cm). Elle avait pour pendant, sur le mur droit, la toile Le Christ lavant les pieds de ses disciples, réalisée vers 1556, (huile sur toile de 201 × 408) et aujourd'hui conservée à la National Gallery de Londres. Le remplacement par une copie date de 1720.

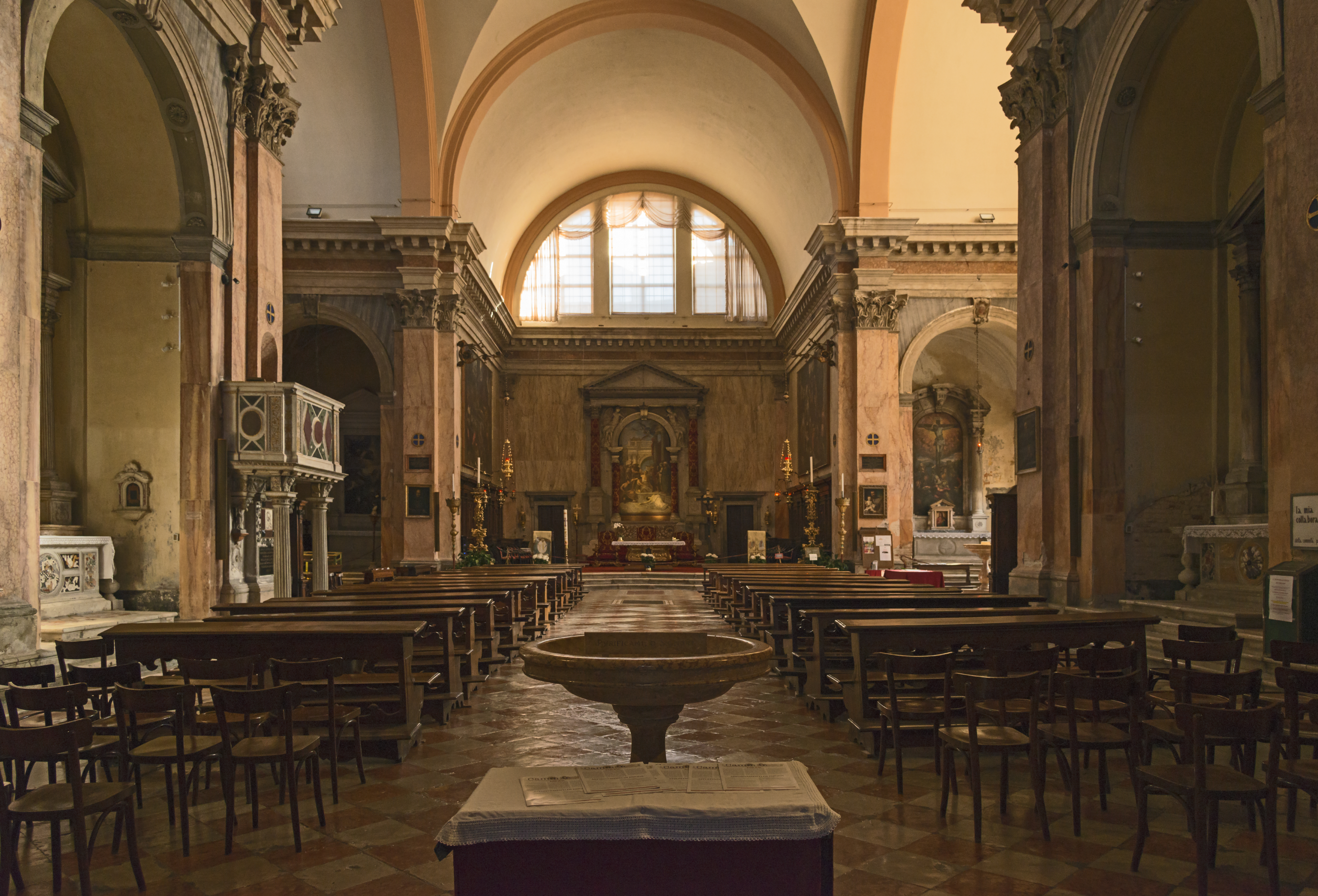
Vue de l'intérieur de l'église
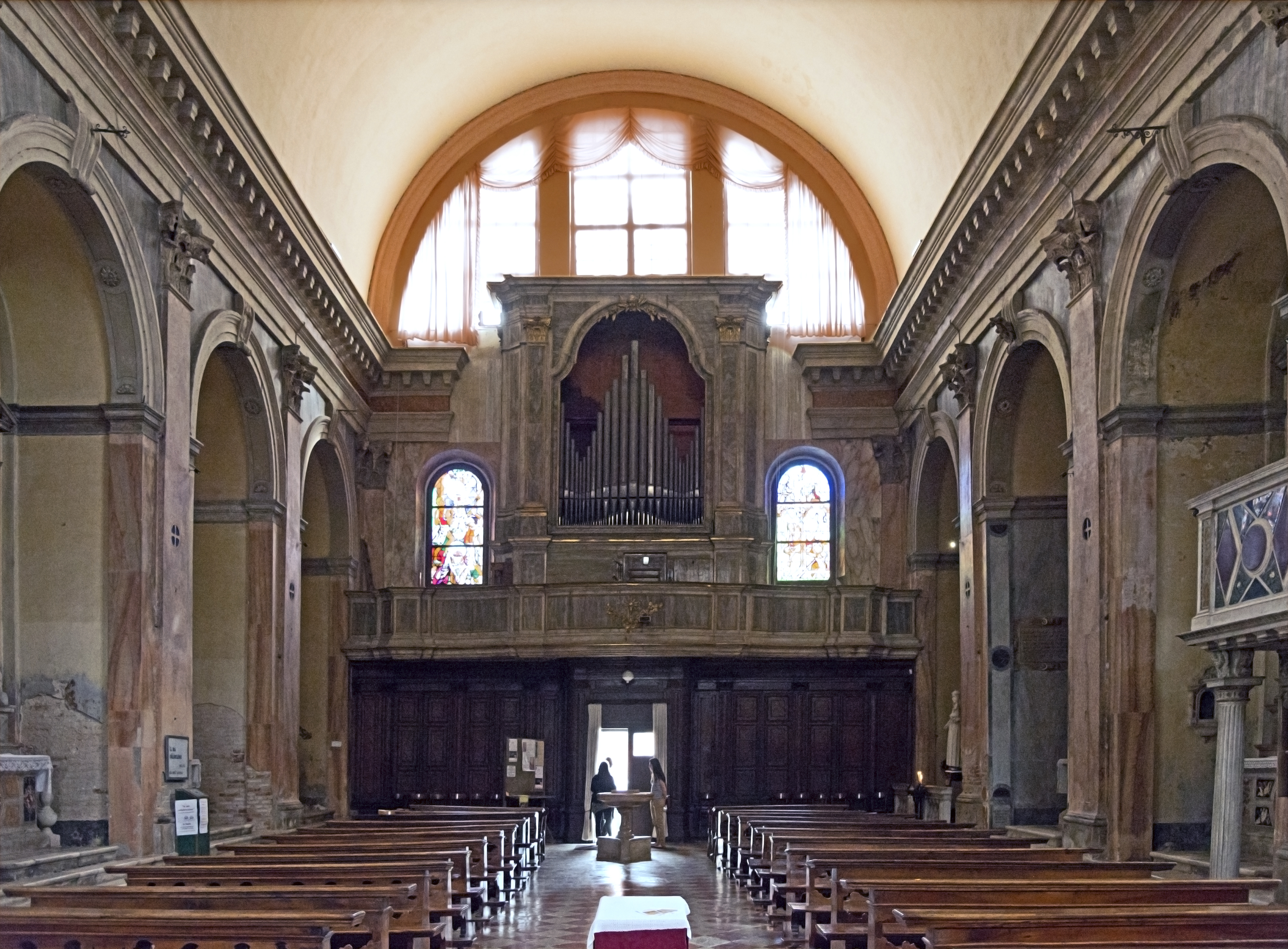
L'orgue

### Le chœur
De part et d’autre du chœur liturgique, deux chandeliers en bois doré (XVIIIe siècle) Attribués au sculpteur Andrea Brustolon.
Au mur de droite : L’Adoration des Mages (1587) par Domenico Tintoretto, initialement dans l’église de Santa Maria Maggiore désacralisée par décret napoléonien en 1806. 
Le tableau du retable du maître autel montre Le Martyre des Saints Gervasio et Protasio peint en 1910 par G. Lay, en remplacement d’un tableau original des deux saints en gloire (XVIe siècle) par G. Lazzarini, qui a brûlé en 1908, à cause d'une bougie mal éteinte.
Sur le mur de gauche: Joachim chassé  du temple (1587) par Domenico  Tintoretto, initialement dans l’église de Santa Maria Maggiore.

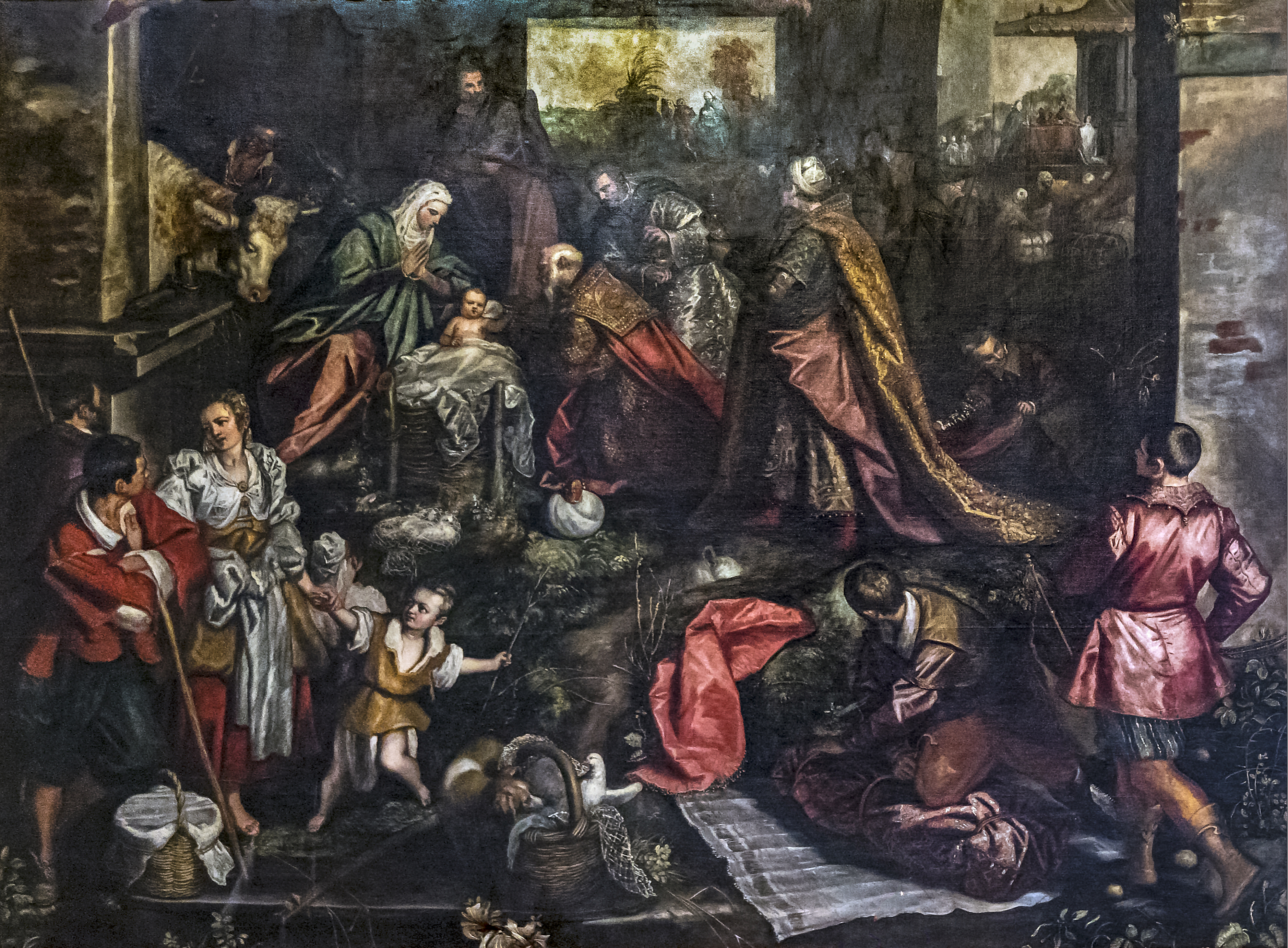
L’Adoration des Mages Domenico  Tintoretto
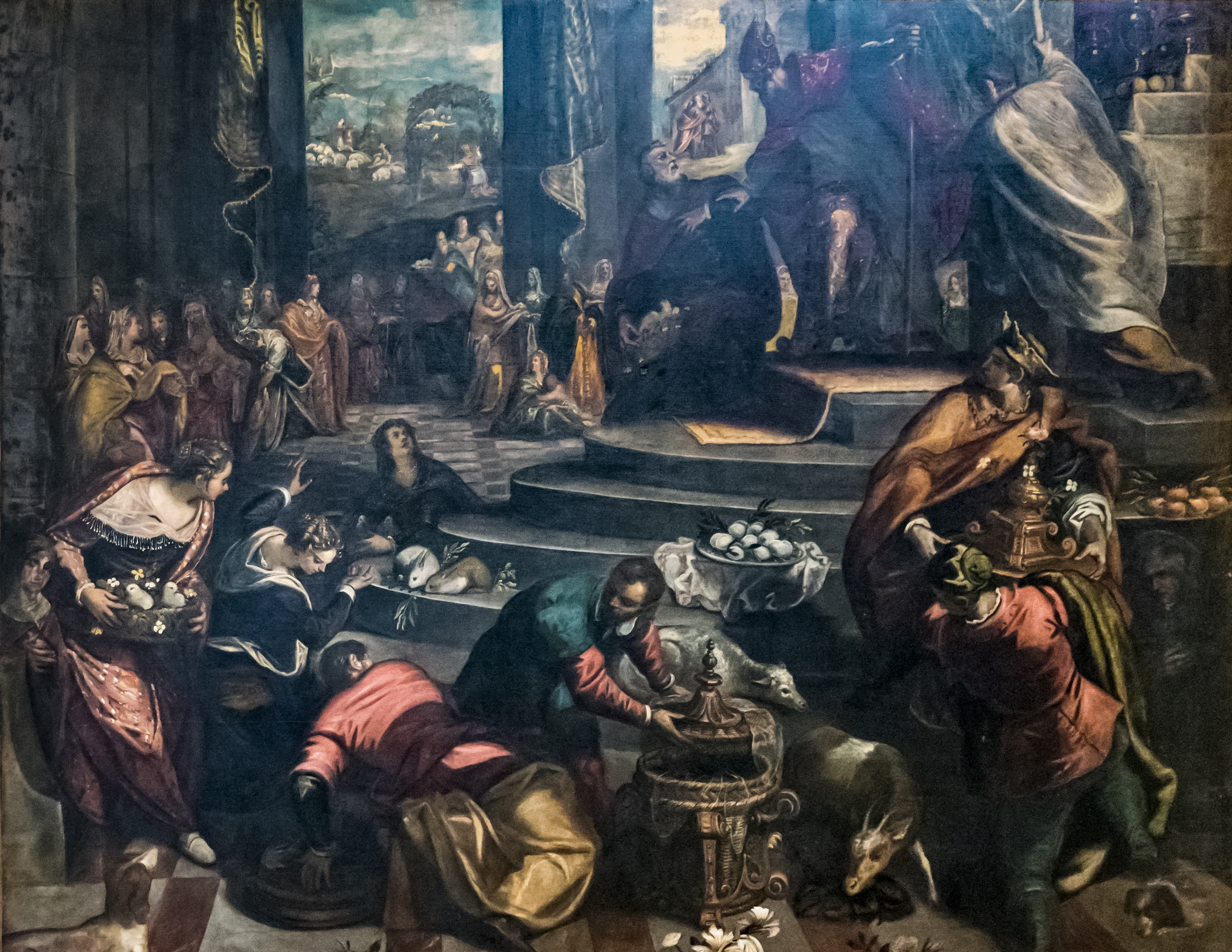
Joachim  chassée  du temple Domenico  Tintoretto
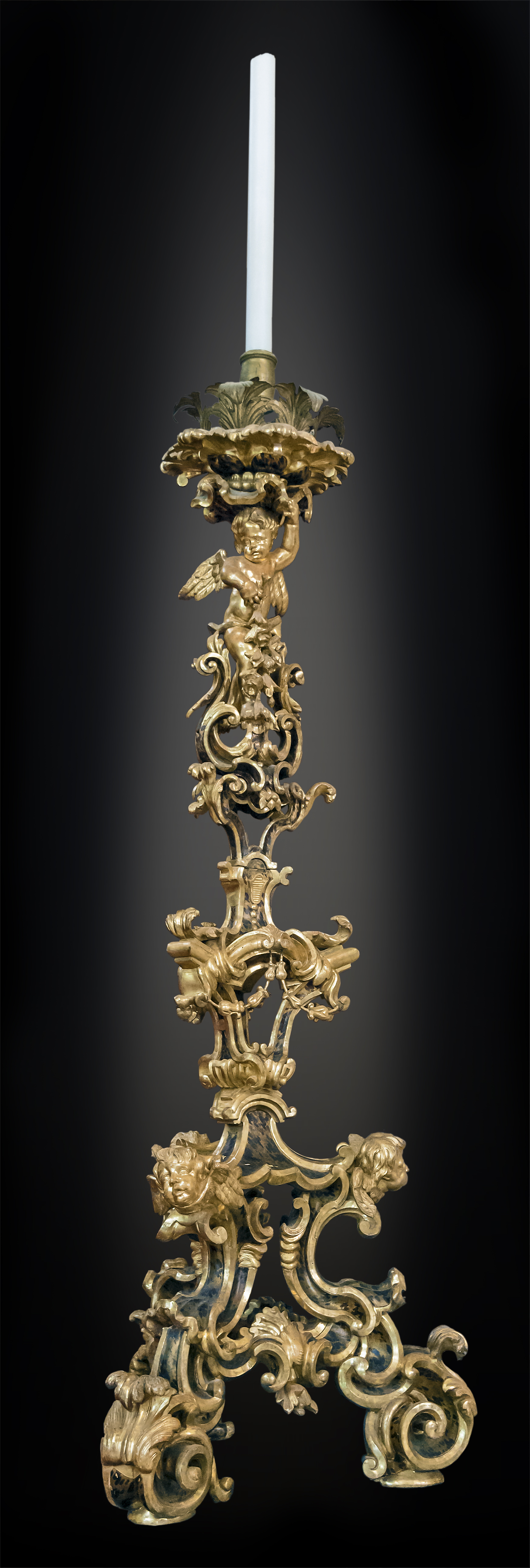
Chandelier par Andrea Brustolon

#### Chapelle absidiale de gauche
Chapelle milledonne qui est dédiée à saint Antoine et érigé grâce à la générosité d'Antonio Milledonne, secrétaire des Conseils, qui est enterré au pied de l'autel. Sur le mur de droite: un tableau représentant saint Chrysogone d'Aquilée à cheval (vers 1444) chef-d'œuvre de Michele Giambono. Le seul exemple à Venise de l'iconographie de ce Saint Martyr. Le tableau du retable Les tentations de saint Antoine (vers 1577) par Jacopo Tintoretto, commandé par Antonio Milledonne.

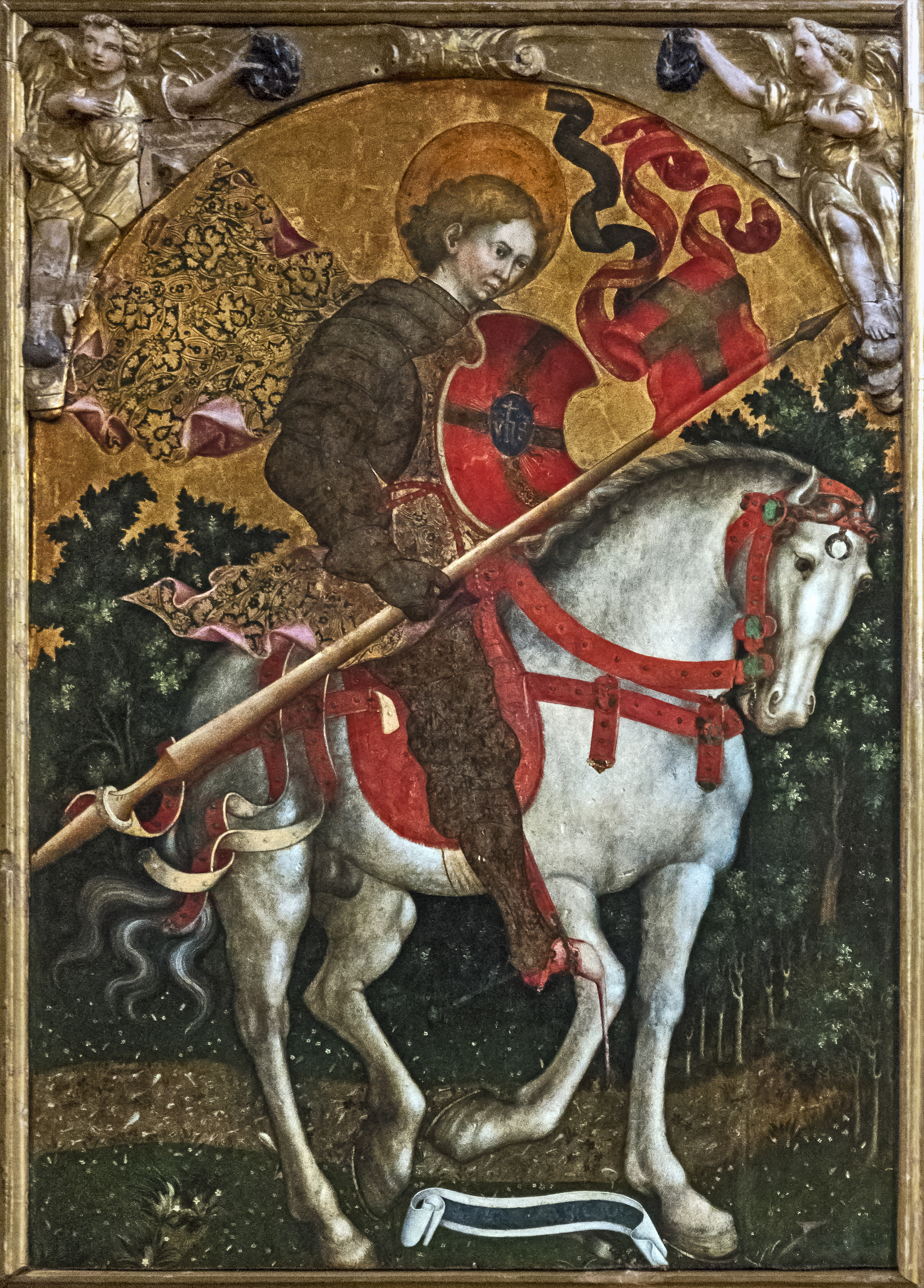
Saint Chrysogone d'Aquilée à cheval Michele Giambono
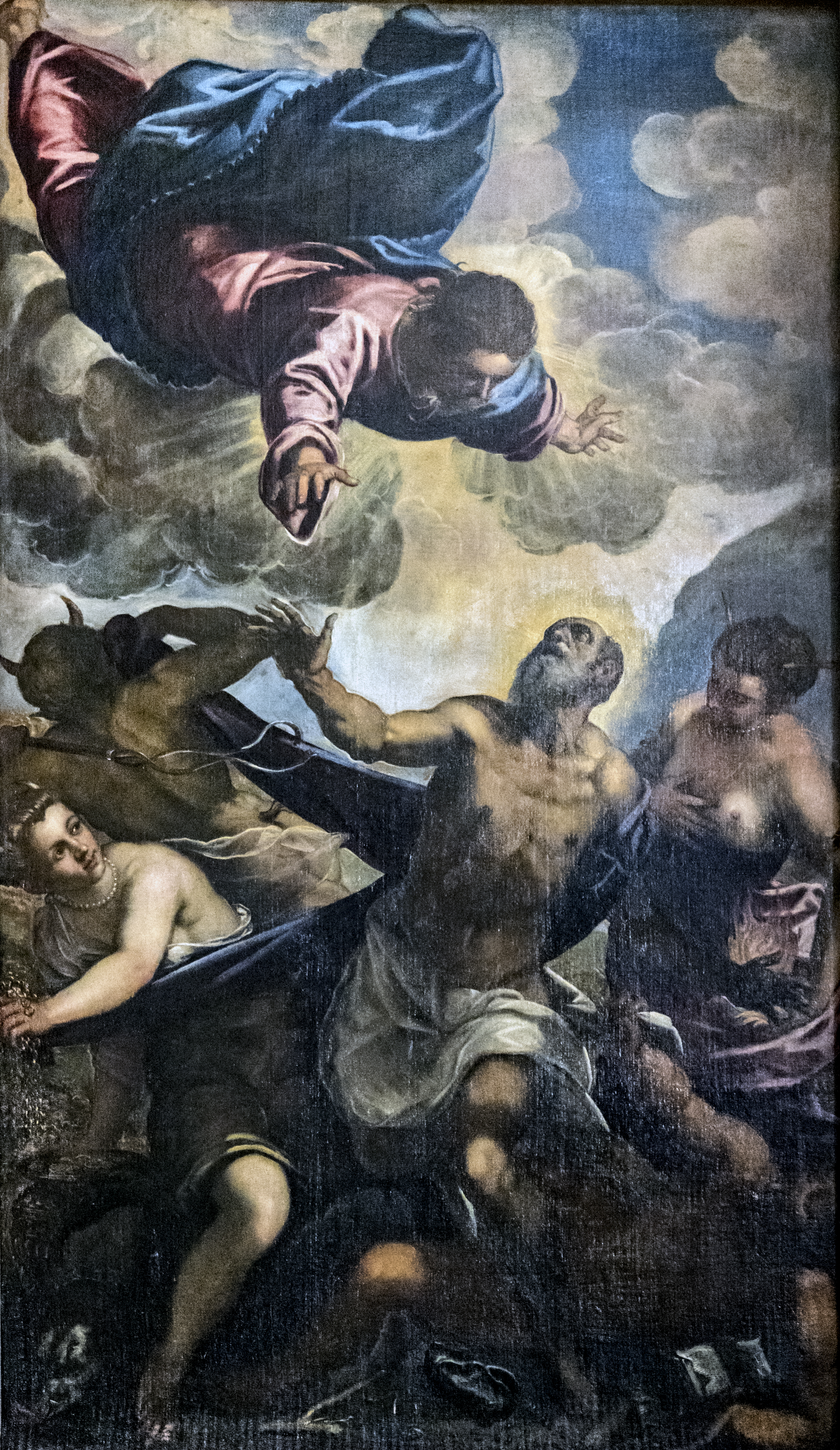
Les tentations de saint Antoine Jacopo Tintoretto

#### Bras gauche du transept
La Chapelle du saint Sacrement
Sur le pilier de gauche est gravée la date de  1556, année probable de l'achèvement des travaux de restauration. Les peintures ont été commandées par la schola de dévotion du Très Saint Sacrement, qui possédait la chapelle. C'est la chapelle la plus richement décorée de  sculptures de l'église. Sur le mur de droite: peinture La Cène (1564-66) de Jacopo Tintoretto, à droite de l'autel: une statue de David (1700-1725), par Giovanni Marchiori. Ci-dessus: Archange Gabriel, individuellement à droite (Annonciation).
Au centre un bas-relief la communion des Apôtres, œuvre  anonyme du XVIIe siècle, qui a été ajouté au moment de la restauration du XVIIIe siècle. Au-dessus, la lunette montrant Le Christ et le centurion (avant 1743) par Francesco Polazzo, initialement dans l'ancienne église de San Stin aujourd'hui détruite. A gauche de l'autel: statue de Melchisédek XVIIIe siècle par Giovanni Marchiori. Sur le mur gauche: peinture Lavement des pieds (copie ancienne d'une œuvre originale de Tintoret, maintenant à la National Gallery de Londres).

#### Bras droit du transept
La chapelle Clary
L'autel a été construit en 1620. Le tableau du retable est de l'école de Palma il Giovane et montre une Annonciation (1621-28 environ). La face avant de l'autel est sculptée d'un bas-relief montrant des anges portant les signes de la Passion et sur les côtés anges musiciens (1470) d'un sculpteur identifié sous le nom de Maître de San Trovaso.
Les fonts baptismaux
Réalisés en marbre de Vérone, ils datent de 1700. La statue de saint Jean Baptiste est d'un auteur anonyme.

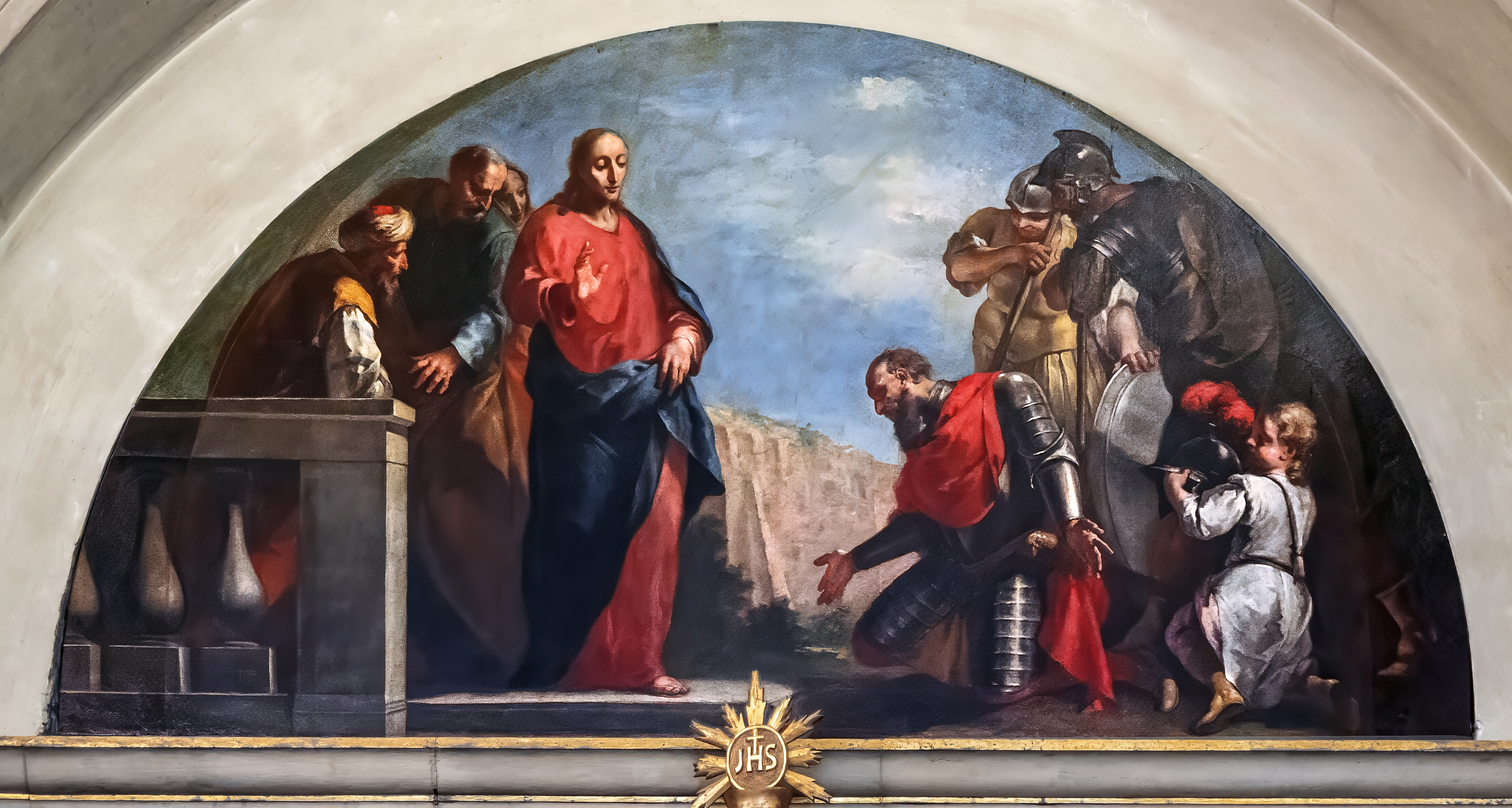
Le Christ et le centurion par Francesco Polazzo
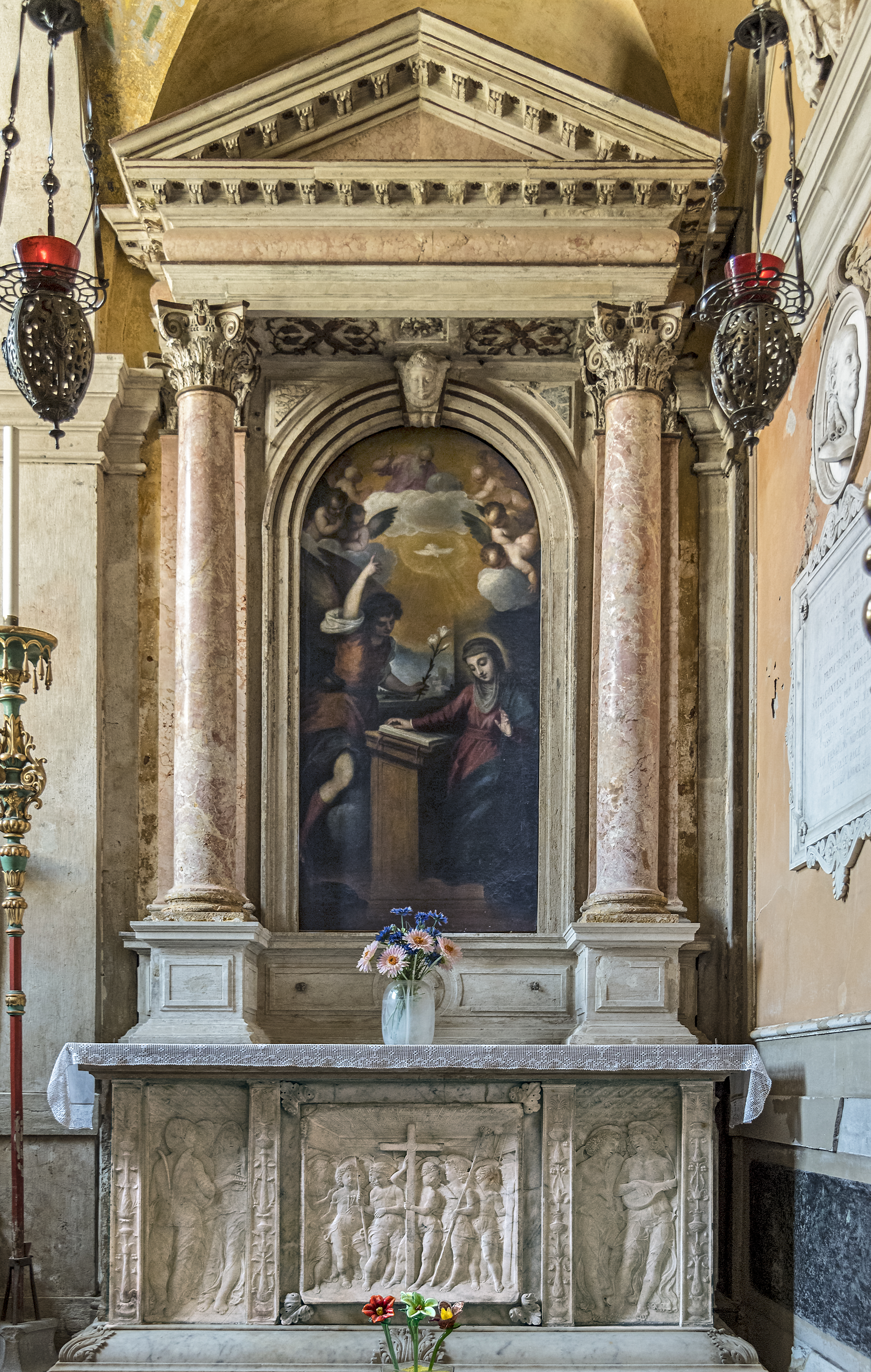
La Chapelle Clary
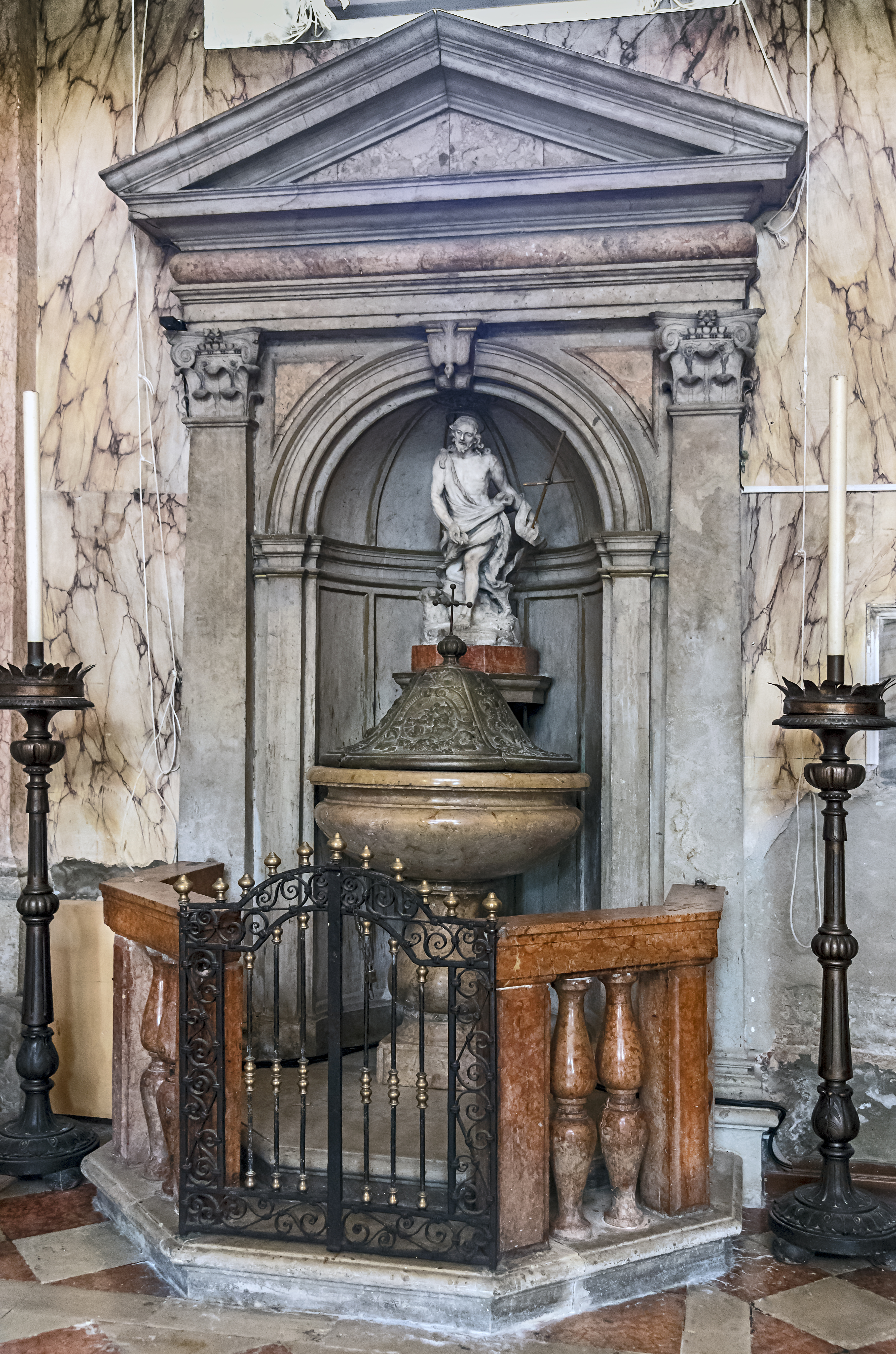
Les fonts baptismaux

### Côté droit de la nef
chapelle de Constant d'Ancône
La seconde chapelle dédiée au protecteur de la schola (ou université) des nonzoli (sacristains) qui avait son siège ici depuis 1865. Les restes du saint étaient à l'origine dans l'église supprimée de San Basegio, ils ont été transportés avec le tableau du retable qui représente le saint en prière. L'œuvre de Gaspare Diziani vers 1755 a été grossièrement agrandie pour cette nouvelle position.
Chapelle de saint François de Paule
La troisième chapelle : Le tableau du retable montre saint François de Paule et un donateur (1591-1609)  par Alvise dal Friso.

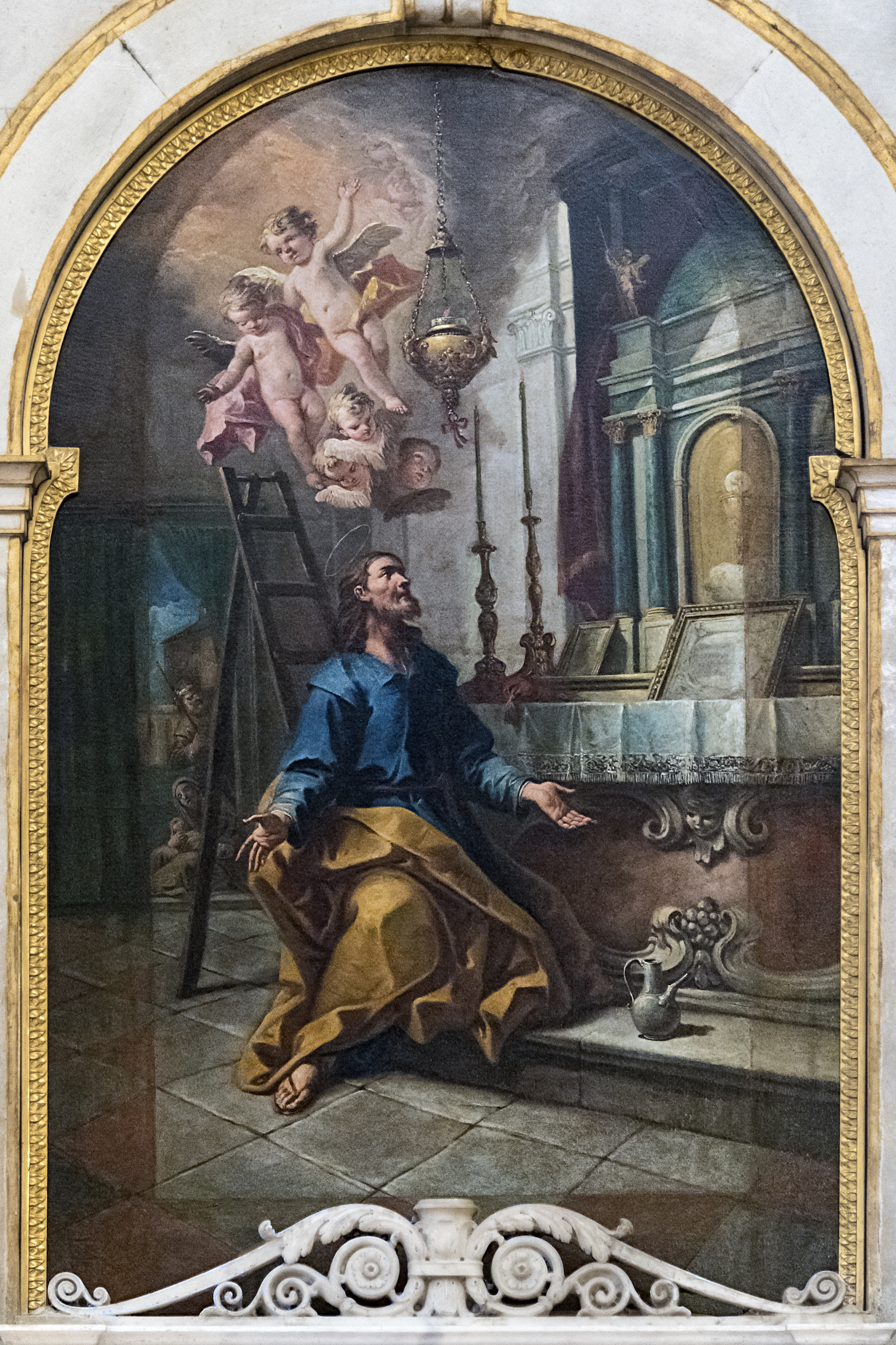
Constant d'Ancône par Gaspare Diziani
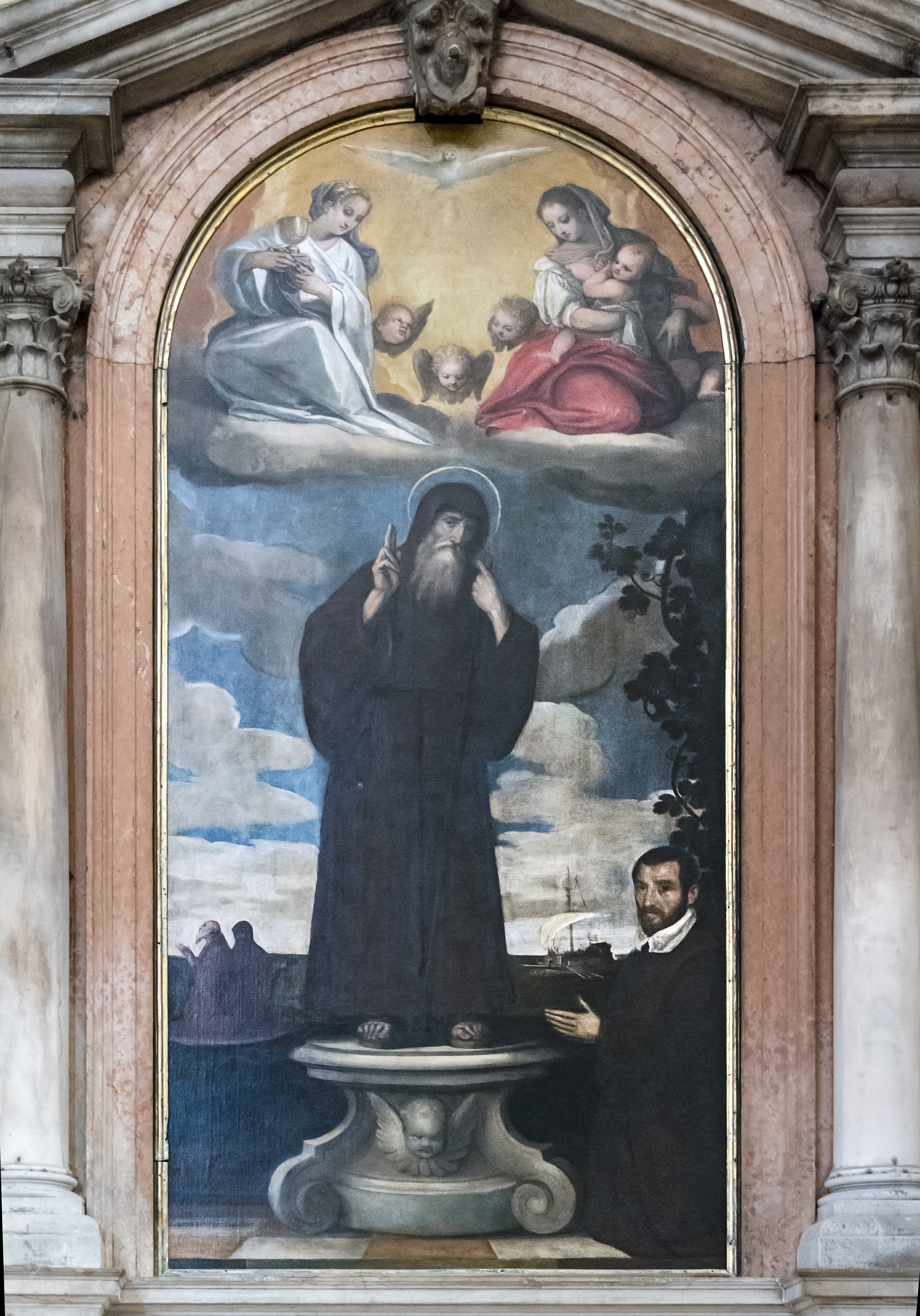
saint François de Paule et un donateur Alvise dal Friso

### Côté gauche de la nef
Chapelle de la nativité
La troisième chapelle : Le tableau du retable montre la  Nativité de Marie  par Palma il Giovane (1591-1603), probablement commandé par la Schola de dévotion de la Nativité.

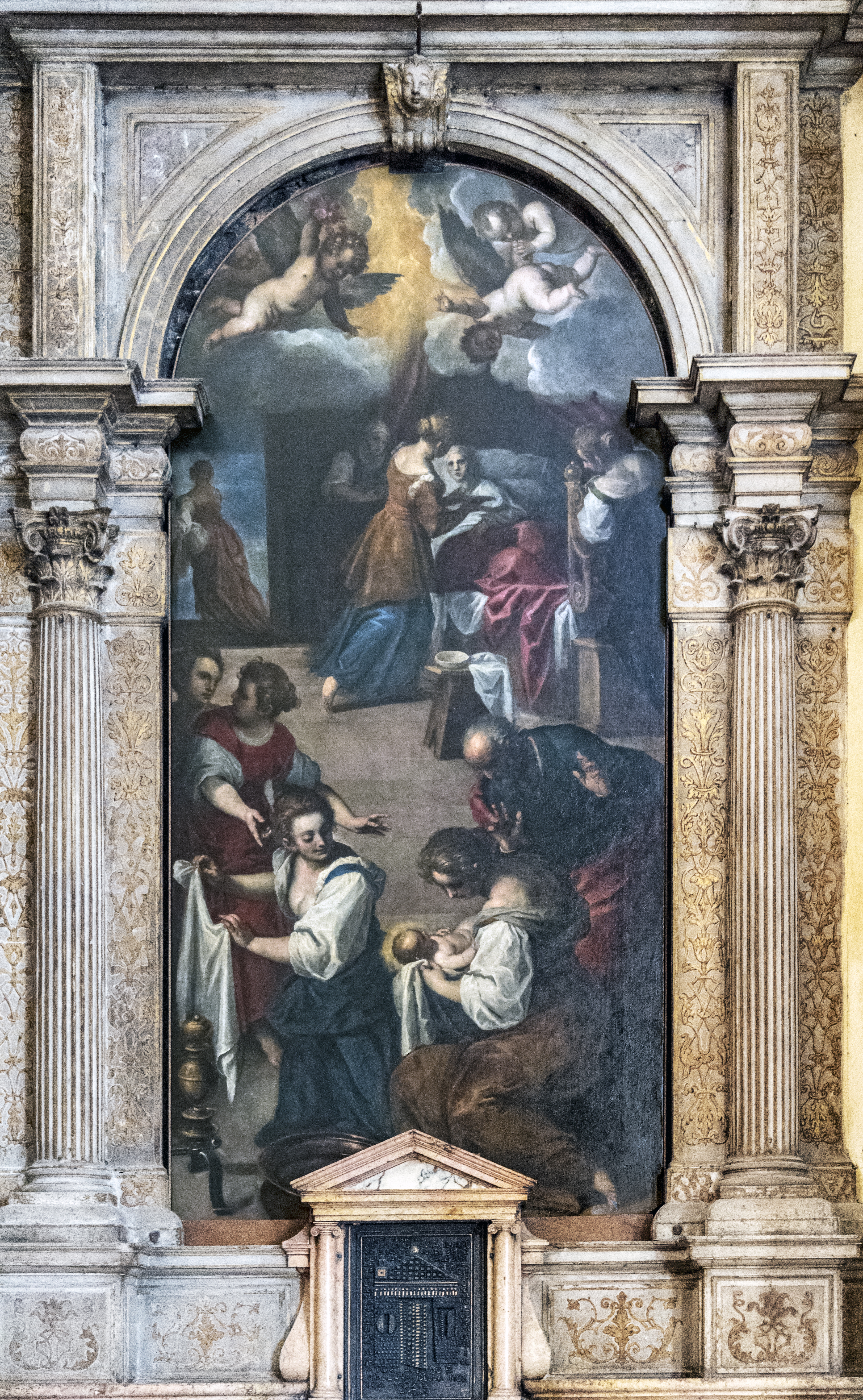
Nativité de Marie par Palma il Giovane